# 建国门桥
39°54′26″N 116°25′46″E / 39.907120°N 116.429538°E

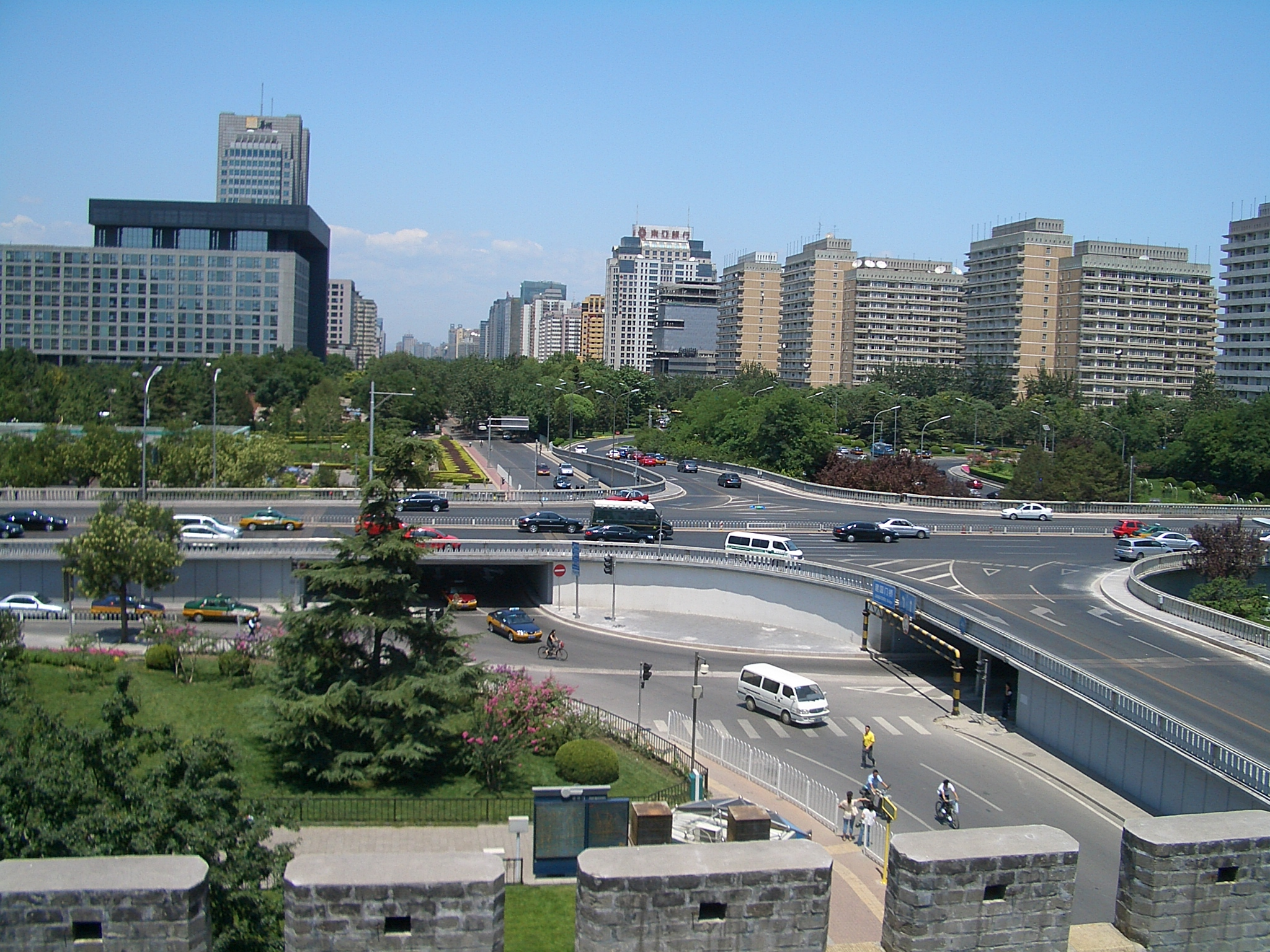
从北京古观象台上俯瞰建国门桥。图中左侧远处绿地为建国门大绿地，右侧楼群为建国门外外交公寓

建国门桥，位于北京市东城区和朝阳区交界处，建国门原址，是北京二环路的一座立交桥。

## 简介

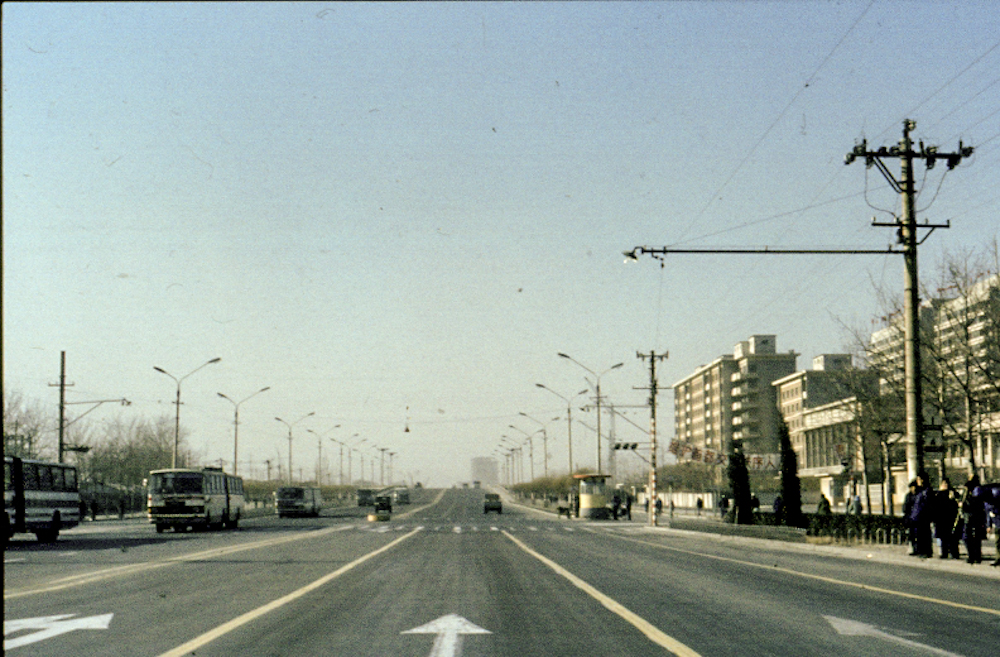
1983年从建外大街向西拍摄的建国门桥

建国门桥的桥梁总面积3870平方米。该桥由北京市市政设计院设计，中国人民解放军基本建设工程兵第六十三团施工，于1977年4月开工，1977年12月30日完工。相交道路为：建国门北大街－建国门南大街（南北向，二环）和建国门内大街－建国门外大街（东西向，长安街延长线）。建国门桥为苜蓿型互通立交桥，二环下沉位于下层，长安街位于上层，以4条匝道相接。
1997年6月，为庆祝香港回归祖国，在复兴门桥东侧、建国门桥西侧，分别建立一座彩虹门。2017年，这两座彩虹门的主体结构大部分杆件已有锈蚀，内部线路老化，经中共北京市委、北京市人民政府批准，北京市城市管理委员会将两座彩虹门拆除重建。重建的彩虹门位置、外形均不变，基础是钢筋混凝土独立基础，主体结构是钢桁架结构，灯具由霓虹灯改为LED灯。2017年11月25日凌晨开始拆除工作，2018年1月31日前重建竣工。

## 建国门大绿地
建国门大绿地位于建国门桥西北，建于1999年，绿化面积9200平方米，主要为色带和疏林草地。2012年改造前，共植有落叶灌木、常绿乔木等树木近200棵，并配有座椅、果皮箱、庭院灯等简易设施。2012年3月中旬，建国门大绿地景观提升工程开工建设，工程包括绿化栽植、垂直绿化、园林小品、设施更新、喷灌系统改造等内容。工程未改变原有绿地布局，但增加了大规格乔木、彩色叶植物和花灌木，丰富了植物的层次和色彩，提高单位面积绿量。2012年4月1日，建国门大绿地作为东城区植树节义务植树点，接待了中共北京市委书记刘淇等市、区领导植树，率先启动老城区“见缝插绿”工程。2012年4月25日该工程完工，向市民开放。

## 雕塑
- 《和风》：位于建国门大绿地的广场上。1998年12月，由首都城市雕塑艺术委员会、中共北京市委宣传部、全国城市雕塑建设指导委员会共同组织的“新世纪的希望”城市雕塑设计方案竞赛开始向全国征稿，征得稿件750多件，邀请入选的120多件做成立体方案，并于1999年4月2日起在北京国际会议中心举办“新世纪的希望”城市雕塑方案展览，由建筑、规划、园林、雕塑专家及长安街沿线单位讨论。经评审及优选，推荐其中8件作品在长安街设置，1999年9月中旬全部建成，以庆祝中华人民共和国成立五十周年。其中之一是《和风》，由四组风轮组成，微风可使风轮转动。以北京民间玩具风车为创作思路，高5米。由北京建筑艺术雕刻厂雕塑家叶晨设计，北京市江合长城不锈钢钛金技术开发公司制作[9]。